# Off-Off-Broadway
L'espressione Off-Off-Broadway si riferisce a produzioni teatrali messe in scena in teatri che sono più piccoli di quelli di Broadway e Off-Broadway. I teatri Off-Off-Broadway sono per definizione quei locali che hanno meno di 100 posti. Gli spettacoli rappresentati vanno dal livello professionistico a compagnie dilettantistiche.

## Storia
Off-Off-Broadway, nacque nel 1958 come reazione a Off-Broadway, come "rifiuto completo del teatro commerciale". Fra i primi locali di quello che sarà subito detto "Off-Off-Broadway" (un termine probabilmente coniato dal critico Jerry Tallmer del giornale Village Voice) furono alcuni caffè siti al Greenwich Village, particolarmente il Caffe Cino al 31, Cornelia Street, gestito dall'eccentrico Joe Cino, che ebbe subito in simpatia attori e scrittori di teatro, consentendo loro di esibirsi direttamente senza la noia di provare prima e senza la necessità di trovare significati occulti nelle opere recitate. Altri fautori dell'ascesa di Off-Off-Broadway furono Ellen Stewart a al Cafè La MaMa, e Al Carmines al Judson Poets' Theater, situato a Judson Memorial Church.
Una produzione Off-Off-Broadway recitata da membri dell'Actors Equity è detta Equity Showcase production. L'Unione mantiene regole molto severe per chi lavora in tali produzioni, comprese restrizioni sui prezzi, la durata in cartellone e i tempi delle prove. La partecipazione di attori professionisti in produzioni di cartello non è infrequente, e nei suoi teatri si realizza la maggior parte del lavoro degli attori a New York.